# Didier Bueno
Didier Bueno (Majagual, Sucre, Colombia; 30 de octubre del 2000) es un futbolista colombiano. Juega como central derecho  y su equipo actual es Jaguares de Córdoba del Torneo Betplay Dimayor.

## Inicios
Integró las divisiones inferiores del Independiente Medellín, junto a su hermano, José Bueno Perea, disputó los diferentes torneos de la Liga Antioqueña de Fútbol, allí estuvo hasta 2018. Se marchó a préstamo para el Real Cartagena de la Categoría Primera B donde tuvo la oportunidad de debutar como profesional.

## Clubes
| Club                   | País     | Año             |
| ---------------------- | -------- | --------------- |
| Real Cartagena         | Colombia | 2019 - 2020     |
| Independiente Medellín | Colombia | 2021 - 2023     |
| F. C. Sheriff Tiraspol | Moldavia | 2023 - Presente |